# Parnassia cacuminum
Parnassia cacuminum är en benvedsväxtart som beskrevs av Hand.-mazz. Parnassia cacuminum ingår i släktet Parnassia och familjen Celastraceae. Inga underarter finns listade.